# 氷室町 (名古屋市)
氷室町（ひむろちょう）は、愛知県名古屋市南区の地名。現行行政地名は氷室町と氷室町4丁目。一部住居表示実施。

## 地理
名古屋市南区北西部に位置する。東は豊田一丁目、西は三条二丁目、南は道徳北町、北は明治二丁目に接する。

## 歴史

### 町名の由来
氷室新田の名による。氷室新田については、名古屋城下末広町の若宮八幡宮神官氷室長冬により開発されたことに由来する。

### 沿革
- 1946年（昭和21年）4月10日 - 南区豊田町の一部により、同区氷室町として成立する[1]。
- 1948年（昭和23年）1月1日 - 豊田町の一部を編入する[1]。
- 1985年（昭和60年）11月3日 - 紀左ヱ衛門通の一部を編入する[1]。また、一部が豊田一丁目に編入される[1]。

## 世帯数と人口
2019年（平成31年）4月1日現在の世帯数と人口は以下の通りである。
| 町丁   | 世帯数    | 人口    |
| ------ | --------- | ------- |
| 氷室町 | 1,187世帯 | 2,120人 |

### 人口の変遷
国勢調査による人口の推移
| 2000年（平成12年） | 3,534人 | [ WEB 6 ] |  |
| 2005年（平成17年） | 3,174人 | [ WEB 7 ] |  |
| 2010年（平成22年） | 2,841人 | [ WEB 8 ] |  |
| 2015年（平成27年） | 2,207人 | [ WEB 9 ] |  |

## 学区
市立小・中学校に通う場合、学校等は以下の通りとなる。また、公立高等学校に通う場合の学区は以下の通りとなる。なお、小・中学校は学校選択制度を導入しておらず、番毎で各学校に指定されている。
| 小学校                                    | 中学校                                    | 高等学校 |
| ----------------------------------------- | ----------------------------------------- | -------- |
| 名古屋市立豊田小学校 名古屋市立明治小学校 | 名古屋市立大江中学校 名古屋市立明豊中学校 | 尾張学区 |

## 施設
- 名古屋市営氷室荘[2]
- 名古屋市住宅管理公社氷室団地管理事務所[2]
- 南保育園[2]
- 氷室保育園[2]
- 道徳和光幼稚園[2]
- 道徳電話局[2]
- NTT名古屋都市管理部第4工事部[2]
- 中部電力道徳変電所[2]

## その他

### 日本郵便
- 郵便番号 : 457-0865[WEB 3]（集配局：名古屋南郵便局[WEB 12]）。

### WEB
1. 1 2  “愛知県名古屋市南区の町丁・字一覧”.   人口統計ラボ. 2017年10月7日閲覧。
2. 1 2  “町・丁目(大字)別、年齢(10歳階級)別公簿人口(全市・区別)”.   名古屋市 (2019年4月22日). 2019年4月23日閲覧。
3. 1 2  “郵便番号”.  日本郵便. 2019年3月17日閲覧。
4. ↑  “市外局番の一覧”.   総務省. 2019年1月6日閲覧。
5. ↑  名古屋市役所市民経済局地域振興部住民課町名表示係 (2015年10月21日). “南区の町名一覧”.   名古屋市. 2017年10月7日閲覧。
6. ↑  名古屋市役所総務局企画部統計課統計係 (2005年7月1日). “（刊行物）名古屋の町(大字)・丁目別人口 (平成12年国勢調査) 南区” (XLS). 2017年10月8日閲覧。
7. ↑  名古屋市役所総務局企画部統計課統計係 (2007年6月29日). “平成17年国勢調査　名古屋の町(大字)別・年齢別人口 南区” (XLS). 2017年10月8日閲覧。
8. ↑  名古屋市役所総務局企画部統計課統計係 (2012年6月29日). “平成22年国勢調査　名古屋の町(大字)別・年齢別人口 南区” (XLS). 2017年10月8日閲覧。
9. ↑  名古屋市役所総務局企画部統計課統計係 (2017年7月7日). “平成27年国勢調査　名古屋の町(大字)別・年齢別人口” (XLS). 2017年10月8日閲覧。
10. ↑  “市立小・中学校の通学区域一覧”.   名古屋市 (2018年11月10日). 2019年1月14日閲覧。
11. ↑  “平成29年度以降の愛知県公立高等学校（全日制課程）入学者選抜における通学区域並びに群及びグループ分け案について”.   愛知県教育委員会 (2015年2月16日). 2019年1月14日閲覧。
12. ↑  “郵便番号簿 2018年度版” (PDF).   日本郵便. 2019年4月23日閲覧。

### 文献
1. 1 2 3 4 5  名古屋市計画局 1992, p. 848.
2. 1 2 3 4 5 6 7 8 9 10  「角川日本地名大辞典」編纂委員会 1989, p. 1544.
3. 1 2  名古屋市計画局 1992, p. 582.